# Eretria
Eretria (in greco Ερέτρια?) è un comune della Grecia situato nella periferia della Grecia Centrale (unità periferica dell'Eubea) con 12 218 abitanti secondo i dati del censimento 2001.

## Geografia fisica
A seguito della riforma amministrativa detta Programma Callicrate in vigore dal gennaio 2011 che ha abolito le prefetture e accorpato numerosi comuni, la superficie del comune è ora di 169 km² e la popolazione è passata da 5.969 a 12.218 abitanti.
Fu un'importante città greca sulla costa occidentale dell'Eubea (Negroponte), quasi di fronte alla foce dell'Asopo.

## Storia
La città, coinvolta sin dall'VIII secolo in continue guerre contro Calcide per la supremazia sull'isola Eubea (si ricordi per esempio la guerra lelantina), tanto da risultare distrutta in seguito a una guerra con quest'ultima, supportò nel 499 a.C. la rivolta ionica e per questo motivo venne distrutta nuovamente dalle truppe persiane durante la prima guerra persiana. Fu popolata fino all'età romana, poi decadde per l'impaludamento della zona.
La moderna città di Eretria (provincia di Calcide) fu costituita nel 1824, dopo l'indipendenza della Grecia, ed è ora una località turistica. Gli scavi archeologici cominciarono nel 1890 e furono portati a termine nel 1964 dal Servizio Archeologico Greco in collaborazione con la Swiss School of Archaeology in Greece, che vi stabilì anche un proprio museo archeologico. Il più importante sito è considerato quello del Tempio di Apollo Dafneforo.